# Lliam Webster
Lliam Webster (* 19. Februar 1986 in Melbourne) ist ein australischer Eishockeyspieler, der seit 2004 bei Melbourne Ice in der Australian Ice Hockey League unter Vertrag steht.

## Karriere
Lliam Webster begann seine Karriere als Eishockeyspieler in seiner Heimatstadt bei den Melbourne Jets, für die er in den Spielzeiten 2001 bis 2003 aktiv war. Seit 2004 steht er im Sommerhalbjahr, dem Winter auf der Südhalbkugel, bei Melbourne Ice in der Australian Ice Hockey League. Daneben spielte er im Winter von 2003 bis 2005 für die kanadischen Juniorenteams Selkirk Steelers aus der Manitoba Junior Hockey League sowie die Aurora Tigers und Thornhill Thunderbirds aus der Ontario Junior Hockey League. Anschließend spielte der Angreifer zwei Winter lang für Vaasan Sport, für das er in den Spielzeiten 2005/06 und 2006/07 jeweils in einem Spiel in der Mestis, der zweiten finnischen Profispielklasse, auf dem Eis stand. Überwiegend lief er jedoch für dessen U20-Junioren in der zweithöchsten finnischen Juniorenspielklasse auf. Die Wintersaison 2008/09 verbrachte Webster bei den Pferdeturm Towers in der viertklassigen Eishockey-Regionalliga. Für die Niedersachsen erzielte er in 18 Spielen 31 Scorerpunkte, davon zwölf Tore. Seit 2009 spielt er ausschließlich bei Melbourne Ice in der AIHL und gewann mit seiner Mannschaft 2010, erstmals den Goodall Cup, den australischen Meistertitel. In der Saison 2010 war der australische Nationalspieler ebenso wie seit 2014 zudem Mannschaftskapitän seines Clubs. 2011, 2012 und 2017 konnte er mit den Melbourne Ice erneut den Goodall Cup gewinnen. 2011 gewann er mit dem Team als Sieger der Hauptrunde zudem die H. Newman Reid Trophy. 2018 wurde er in das All-Star-Team der AIHL gewählt.

### International
Für Australien nahm Webster im Juniorenbereich an der U18-Junioren-Weltmeisterschaft der Division III 2003 sowie der U20-Junioren-Weltmeisterschaft der Division II 2006 teil. Bei der U18-WM 2003 gelang ihm mit seiner Mannschaft der Aufstieg in die Division II.
Im Seniorenbereich stand er im Aufgebot seines Landes bei den Weltmeisterschaften der Division II 2004, 2005, 2006, 2007, 2008, als er gemeinsam mit seinem Landsmann Greg Oddy und dem Chinesen Wang Zhiqiang Torschützenkönig und hinter Oddy auch zweitbester Scorer des Turniers war, 2010, 2011, als er nach seinem Landsmann Joey Hughes zweitbester Scorer des Turniers war, 2013, 2014, 2015, 2016, 2017, als er gemeinsam mit dem Serben Dominik Crnogorac und dem Belgier Mitch Morgan hinter dem Rumänen Roberto Gliga zweitbester Torvorbereiter des Turniers war, und 2018 sowie bei den Weltmeisterschaften der Division I 2009 und 2012. 2016 war Webster erstmals Kapitän der australischen Mannschaft.

## Erfolge und Auszeichnungen
- 2010 Goodall-Cup-Gewinn mit Melbourne Ice
- 2011 H. Newman Reid Trophy mit Melbourne Ice
- 2011 Goodall-Cup-Gewinn mit Melbourne Ice
- 2012 Goodall-Cup-Gewinn mit Melbourne Ice
- 2017 Goodall-Cup-Gewinn mit Melbourne Ice
- 2018 All-Star-Team der AIHL

### International
- 2003 Aufstieg in die Division II bei der U18-Junioren-Weltmeisterschaft der Division III, Gruppe A
- 2008 Aufstieg in die Division I bei der Weltmeisterschaft der Division II, Gruppe B
- 2008 Bester Torschütze der Weltmeisterschaft der Division II, Gruppe B (gemeinsam mit Greg Oddy und Wang Zhiqiang)
- 2011 Aufstieg in die Division I bei der Weltmeisterschaft der Division II, Gruppe A
- 2016 Aufstieg in die Division II, Gruppe A, bei der Weltmeisterschaft der Division II, Gruppe A